# Roboquest
Roboquest — компьютерная игра в жанре шутера от первого лица с элементами roguelike, разработанная французской студией RyseUp Studios и изданная Starbreeze Studios. Игра вышла в раннем доступе для Windows в 2020 году, а полный релиз состоялся 7 ноября 2023 года для Windows, Xbox One и Xbox Series X/S. Версии для PlayStation 4 и PlayStation 5 запланированы на 2025 год.

## Игровой процесс
Roboquest представляет собой шутер от первого лица с элементами roguelike. Игра поддерживает как одиночный режим, так и кооператив для двух игроков. Игроки могут выбирать из шести доступных классов, каждый из которых обладает уникальными способностями. В процессе прохождения игроки собирают различные предметы, и оружие, которые помогают им в бою. Также можно приобретать постоянные улучшения в базовом лагере.

## Разработка и выпуск
Roboquest была разработана французской студией RyseUp Studios и издана Starbreeze Studios. В 2020 году игра была выпущена в раннем доступе в Steam. 7 ноября 2023 года вышла полная версия игры на платформы Windows, Xbox One и Xbox Series X/S. Выпуск версий для PlayStation 4 и PlayStation 5 назначен на 27 мая 2025 года.
В апреле 2024 года вышло обновление «Arsenal Update», которое добавило новое оружие, NPC, призываемых существ и тренировочную карту. В июне 2024 года было выпущено обновление «Super Update», включающее новый игровой класс (SuperBot), новое оружие (Captain McSlice), новый уровень (Harmony Square) и пять новых достижений. В августе 2024 года состоялся кроссовер с игрой Dead Cells, добавивший NPC Коллектора и новые предметы.

## Отзывы и критика
Roboquest получила в основном положительные отзывы от критиков, средняя оценка игры на агрегаторе Metacritic составляет 85/100.